# Radio Bollerwagen
Radio Bollerwagen ist ein privater Hörfunksender der ffn Mediengruppe, dessen Programm überwiegend aus Partyschlager und Eurodance besteht. Die Verbreitung erfolgt per Livestream sowie in sechs Bundesländern über DAB+. Zudem ist der Sender zeitweise in Bremen analog und über DAB+ auf der jeweiligen Frequenz von Radio Roland zu empfangen.

## Programm
Radio Bollerwagen ist ein Formatradio, das unter der Woche ausschließlich aus unmoderierten Musiksendungen sowie stündlichen Nachrichten besteht. Am Wochenende werden zusätzlich die zweistündige Ikke-Hüftgold-Show sowie eine Sendung mit Musikwünschen von Hörern ausgestrahlt.
Die gespielten Musikstücke sind überwiegend den Genres Partyschlager und Eurodance zuzurechnen. Darüber hinaus werden, abhängig von der Tageszeit, regelmäßig auch (Punk-)Rock, Hip-Hop, EDM und Pop (-Rock) gespielt. Der Großteil der Musik stammt aus der Zeit ab 1990.

## Empfang
Seit Sendestart 2017 wird Radio Bollerwagen per Livestream verbreitet, zunächst als reines Internetradio. Im Oktober 2021 begann die zusätzliche Ausstrahlung per DAB+, zunächst in Nordrhein-Westfalen. Im Jahr 2022 erfolgte die Erweiterung des DAB+-Sendegebiets auf Südhessen und Hamburg. Im Laufe des Jahres 2023 kamen das nördliche Schleswig-Holstein, Niedersachsen, Teile von Sachsen und der Rest von Hessen hinzu. In Bremen wird das Programm von Radio Bollerwagen außerdem Freitag und Samstag von 18 Uhr bis 3 Uhr des Folgetags auch analog auf der Frequenz des Lokalsenders Radio Roland ausgestrahlt, der ebenfalls zur ffn Mediengruppe gehört.

## Radio Bollerwagen Österreich
Seit 1. September 2024 ist das Programm auf DAB+ gestartet, im MUX-III der ORS und damit in weiten Teilen Österreichs terrestrisch zu empfangen. Hierzu wurde die Firma "Bollerwagen Audio FlexCo" mit Sitz in Wien gegründet.
Die aktuellen DAB+-Kanäle von Radio Bollerwagen sind (Stand 15. Januar 2024):
- Bremen: 6A (nur Fr/Sa. und Sa./So., 18–3 Uhr)
- Hamburg: 12C
- Hessen: 6A (Nord), 12C (Süd)
- Niedersachsen: 7B (Visselhövede), 7D (Göttingen), 8B (Osnabrück, Lüneburg), 8C (Hannover), 9C (Stadthagen), 10B (Steinkimmen), 10C (Cloppenburg), 11A (Aurich), 11B (Braunschweig)
- Nordrhein-Westfalen: 9D
- Sachsen: 5B (Chemnitz), 10D (Freiberg), 11A (Dresden)
- Schleswig-Holstein: 11D (Flensburg, Westerland (Sylt))
- Österreich: 9A MUX III

Die aktuelle UKW-Frequenz ist:
- Bremen: 96,1 MHz (nur Fr/Sa. und Sa./So., 18–3 Uhr)